# Charles Gillibert
Charles Gillibert (Tassin-la-Demi-Lune, 14 settembre 1977) è un produttore cinematografico francese.

## Biografia
È figlio di Michel Gillibert, ministro francese per le disabilità dal 1988 al 1993.
Conosce Nathanaël Karmitz, figlio del presidente della casa di produzione e distribuzione MK2, con cui contribuisce a istituire il Premio Kieślowski, che mette in palio dei finanziamenti per le migliori sceneggiature di cortometraggi esordienti. Nel 2003 comincia a lavorare in MK2, creando l'etichetta MK2 Music e poi come produttore, di nuovo assieme a Karmitz, passato alla guida dell'azienda, di film di registi come Gus Van Sant, Abbas Kiarostami, Xavier Dolan, Abdellatif Kechiche e Olivier Assayas. Nel 2010 diventa membro del consiglio d'amministrazione del gruppo MK2 e come tale supervisiona la distribuzione dei loro film in Francia e le vendite internazionali delle produzioni e acquisizioni del gruppo. Nel 2013 fonda la società di investimento Cinémaphore con Julie Gayet e François Pinault.
Lo stesso anno, lascia MK2 per fondare la propria casa di produzione, CG Cinéma. Uno dei primi film prodotto dalla CG, Mustang (2015), è stato candidato all'Oscar al miglior film straniero.

## Filmografia

### Produttore
- Camille, regia di Fabrice Gobert – cortometraggio (1998)
- Deux L, regia di Laurent Bouhnik – cortometraggio (2005)
- Un homme perdu, regia di Danielle Arbid (2007)
- 24 mesures, regia di Jalil Lespert (2007) - co-produttore
- Ore d'estate (L'Heure d'été), regia di Olivier Assayas (2008)
- Rumba, regia di Dominique Abel, Fiona Gordon e Bruno Romy (2008)
- Zion ve' ahiv, regia di Eran Merav (2009)
- Diamond 13 (Diamant 13), regia di Gilles Béhat (2009) - co-produttore
- El niño pez - Il bambino pesce (El niño pez), regia di Lucía Puenzo (2009) - produttore associato
- La vera storia del gatto con gli stivali (La Véritable Histoire du Chat Botté), regia di Jérôme Deschamps, Pascal Hérold e Macha Makeïeff (2009) - produttore associato
- Blanc comme neige, regia di Christophe Blanc (2010) - co-produttore
- Copia conforme (Copie conforme), regia di Abbas Kiarostami (2010)
- Venere nera (Vénus noire), regia di Abdellatif Kechiche (2010)
- Stretch, regia di Charles de Meaux (2011)
- La Fée, regia di Dominique Abel, Fiona Gordon e Bruno Romy (2011)
- Qualcuno da amare (Like Someone in Love), regia di Abbas Kiarostami (2012) - produttore associato
- Laurence Anyways e il desiderio di una donna... (Laurence Anyways), regia di Xavier Dolan (2012)
- On the Road, regia di Walter Salles (2012)
- À coeur ouvert, regia di Marion Laine (2012) - produttore associato
- Qualcosa nell'aria (Après mai), regia di Olivier Assayas (2012)
- Aujourd'hui, regia di Nicolas Saada – cortometraggio (2012)
- Tom à la ferme, regia di Xavier Dolan (2013)
- Sils Maria (Clouds of Sils Maria), regia di Olivier Assayas (2014)
- Rabbit, regia di Laure de Clermont-Tonnerre – cortometraggio (2014)
- Eden, regia di Mia Hansen-Løve (2014)
- Mustang, regia di Deniz Gamze Ergüven (2015)
- Desierto, regia di Jonás Cuarón (2015)
- Rosalie Blum, regia di Julien Rappeneau (2015)
- Una storia d'amore (Une histoire d'âme), regia di Bénédicte Acolas – film TV (2015)
- Le cose che verranno (L'Avenir), regia di Mia Hansen-Løve (2016)
- Personal Shopper, regia di Olivier Assayas (2016)
- Parigi a piedi nudi (Paris pieds nus), regia di Dominique Abel e Fiona Gordon (2016)
- 24 Frames, regia di Abbas Kiarostami (2017)
- Kings, regia di Deniz Gamze Ergüven (2017)
- Lo scambio di principesse (L'Échange des princesses), regia di Marc Dugain (2017)
- Famiglia allargata (Les Dents, pipi et au lit), regia di Emmanuel Gillibert (2018)
- Un lungo viaggio nella notte (Dìqiú zuìhòu de yèwǎn), regia di Bi Gan (2018) - co-produttore
- Un couteau dans le cœur, regia di Yann Gonzalez (2018)
- M, regia di Yolande Zauberman – documentario (2018)
- Il gioco delle coppie (Doubles Vies), regia di Olivier Assayas (2018)
- Wasp Network, regia di Olivier Assayas (2019)
- Garçon chiffon, regia di Nicolas Maury (2020)
- Annette, regia di Leos Carax (2021)
- Sull'isola di Bergman (Bergman Island), regia di Mia Hansen-Løve (2021)
- L'innamorato, l'arabo e la passeggiatrice (Viens je t'emmène), regia di Alain Guiraudie (2022)
- Le vele scarlatte (L'Envol), regia di Pietro Marcello (2022)
- L'uomo nel bosco (Miséricorde), regia di Alain Guiraudie (2024)
- Kuángyě shídài, regia di Bi Gan (2025)

### Attore
- JC comme Jésus Christ, regia di Jonathan Zaccaï (2011)
- Personal Shopper, regia di Olivier Assayas (2016)

## Riconoscimenti
- BAFTA
  - 2017 – Candidatura al miglior film non in lingua inglese per Mustang
- Premio César
  - 2015 – Candidatura al miglior film per Sils Maria
  - 2016 – Migliore opera prima per Mustang
  - 2016 – Candidatura al miglior film per Mustang
  - 2017 – Candidatura alla migliore opera prima per Rosalie Blum
  - 2020 – Miglior documentario per M
  - 2021 – Candidatura alla migliore opera prima per Garçon chiffon
- European Film Award
  - 2015 – Candidatura al miglior film per Mustang